# Edmund Söhnker
Adolph Edmund Söhnker (* 27. März 1865 in Wittenberge, Mark Brandenburg; † 5. April 1939 in Hamburg) war ein deutscher Tischler, Gewerkschafter, Kulturschaffender und Politiker (SPD).

## Leben
Edmund Söhnker stammte aus Wittenberge in der Mark Brandenburg. Er besuchte zunächst das Gymnasium, musste jedoch nach dem Tode seines Vaters die Schule verlassen, um mit zum Familienunterhalt beizutragen. Er wurde Tischler und ging im Anschluss an seine Lehrzeit als Geselle „auf die Walz“, quer durch das Deutsche Reich. In Kiel angekommen, wo er auch seine spätere Ehefrau Maria Magdalene, geb. Stölting (1869–1967), kennenlernte, fand er Arbeit auf der Kaiserlichen Werft Kiel, wo er u. a. am Bau kaiserlichen Staatsyacht Hohenzollern mitwirkte, wo er die Geländer fertigte und polierte. Seine Anstellung auf der Werft verlor Söhnker noch vor der Fertigstellung der Hohenzollern aus politischen Gründen, nachdem bei der Betriebsleitung bekannt wurde, dass er Sozialdemokrat war. Söhnker lehnte den Militarismus, außerdem den Nationalismus und Chauvinismus und die Kriegsaufrüstung unter Kaiser Wilhelm II. ab.
Söhnker wechselte, um seiner Familie versorgen zu können, den Beruf und wurde Kolporteur bei der Schleswig-Holsteinischen Volkszeitung, wo er für die Akquise von Lesern und die Beschaffung von Werbeanzeigen für die Zeitung und das satirische Wochenblatt Der wahre Jakob zuständig war. Später wurde er dort Expedient und übernahm schließlich als Prokurist die kaufmännische Leitung des Verlages. Zuletzt war er Geschäftsführer der Schleswig-Holsteinischen Volkszeitung.
Bereits als junger Mann engagierte sich Söhnker in der Sozialdemokratie. Er war dann von 1907 bis 1912 Vorsitzender der SPD Kiel, zuerst 1907–1911 als Vorsitzender des Sozialdemokratischen Zentralvereins für den 7. Schleswig-Holsteinischen Reichstagswahlkreis, anschließend 1911–1912 als Vorsitzender des neu gegründeten Sozialdemokratischen Vereins Groß-Kiel. 1908 wurde er Vorsitzender des Sozialdemokratischen Vereins Kiel und Umgegend.
Als Politiker setzte sich Edmund Söhnker insbesondere für die Fortbildung und die Wissensvermittlung innerhalb der Arbeiterklasse ein. 1916–1920 war er Vorsitzender des Arbeiter-Bildungsausschusses der Kieler SPD. Ein weiterer Schwerpunkt von Söhnkers parteipolitischer Arbeit war die Heranführung der Arbeiterschicht an Kunst und Kultur. Von 1910 bis zur Machtübernahme Hitlers 1933 stand er dem Kieler Chorverein vor. Söhnker formte aus dem ursprünglich als Arbeitergesangsverein gegründeten Kieler Chor-Verein einen Chor von beachtlicher Größe. In der Zeit von Söhnkers Leitung führte der Chor zahlreiche anspruchsvolle Werke u. a. das Verdi-Requiem und die 9. Sinfonie von Ludwig van Beethoven auf. Zu den Dirigenten gehörte zeitweise u. a. Eugen Jochum. Söhnker war nach der Wiedergründung von 1920 bis 1925 Vorsitzender der Freien Volksbühne Kiel, zu deren Mitbegründern er gehörte. Im Zuge der Machtergreifung Hitlers musste Söhnker seine parteipolitischen Ämter aufgeben.
Aus Söhnkers 1891 geschlossener Ehe gingen sechs Kinder hervor, vier Töchter und zwei Söhne. Sein älterer Sohn war der Schauspieler Hans Söhnker. Edmund Söhnker gab seine politische Gesinnung insbesondere an seinen Sohn Hans weiter, der sich stets offen zur Sozialdemokratie und zum Gewerkschaftswesen bekannte. In Künstlerkreisen erhielt Hans Söhnker daher den Spitznamen „Gewerkschafts-Hans“. Aufgrund seiner sozialdemokratischen Prägung durch den Vater stand Hans Söhnker dem Dritten Reich und seinen Machthabern daher kritisch gegenüber.
Zuletzt war Edmund Söhnker gemeinsam mit seiner Frau wohnhaft im eigenen Haus in Hamburg-Wellingsbüttel. Er starb kurz vor Ausbruch des Zweiten Weltkriegs in Hamburg.

## Veröffentlichungen (Auswahl)
- Der Kieler Chor-Verein 1910–1930. Kiel 1930.